# دانييل كوفاليف
دانييل كوفاليف هو لاعب كرة قدم بيلاروسي في مركز الدفاع، ولد في 25 مارس 2001 في موجيلوف في بيلاروس. لعب مع دينامو مينسك.

## وصلات خارجية
- دانييل كوفاليف على موقع قاعدة بيانات كرة القدم.إي يو (الإنجليزية)
- دانييل كوفاليف على موقع Soccerway.com (الإنجليزية)